# 徐蓓
徐蓓（1972年1月25日—），女，重庆人，中国纪录片导演，一级导演。作品多涉及历史类题材，尤其是晚清到民国时期。

## 生平
1972年出生于重庆，1993年毕业于四川大学外文系，后进入重庆电视台担任记者，1995年开始从事纪录片拍摄，2006年申请到英国外交部奖学金赴英留学，进入剑桥大学丘吉尔学院并师从人类学家艾伦·麦克法兰，后获得剑桥大学社会人类学硕士。

## 作品
- 陈小梅进城（2004年）
- 迷途（2010年）
- 进城（2013年）
- 大后方（2015年）
- 西南联大 (纪录片)（2018年）
- 城门几丈高（2019年）
- 卢作孚（2021年）
- 九零后（2021年）[4]